# George Anson (1731-1789)
George Anson (25 juillet 1731 - 27 octobre 1789), connu sous le nom de George Adams jusqu'en 1773, est un propriétaire terrien du Staffordshire de la famille Anson et un homme politique whig britannique qui siège à la Chambre des communes entre 1761 et 1769.

## Biographie

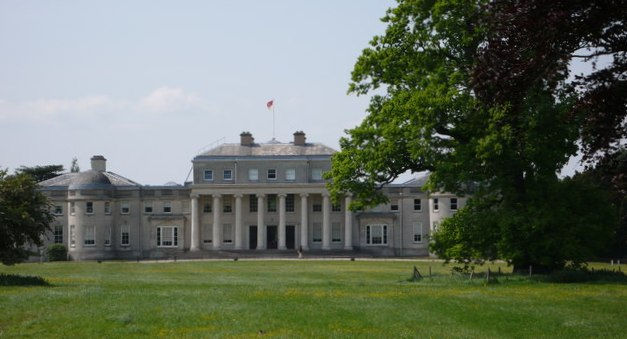
Shugborough Hall

Anson est le fils de Sambrooke Adams et de sa femme Janette Anson, qui est la fille de William Anson et la sœur du commandant de la marine, l'amiral George Anson, 1er baron Anson et du dilettante Thomas Anson (1695-1773).
En tant que George Adams, Anson est élu député de Saltash à la mort de son oncle en 1761, siège qu'il occupe jusqu'en 1768 . Il est réélu au Parlement comme l'un des deux représentants de Lichfield en 1770, siège qu'il occupe jusqu'à sa mort . En 1773, à la mort de son oncle Thomas Anson, il hérite des domaines Anson, notamment le siège familial de Shugborough Hall. Il prend alors le nom et les armes d'Anson.

## Famille
Il épouse Mary Venables-Vernon, de Sudbury Hall, fille de George Venables-Vernon (1er baron Vernon), en 1763. Elle est la sœur d'Edward Venables-Vernon-Harcourt, archevêque d'York, et une descendante des ducs de Norfolk. Anson est décédé en octobre 1789, à l'âge de 58 ans.
Plusieurs de leurs enfants se sont distingués :
- Thomas Anson (1767-1818) est élevé à la pairie en tant que vicomte Anson en 1806 et est le père de Thomas Anson (1er comte de Lichfield), et du major-général George Anson (1797-1857)
- Sir George Anson (1769-1849) est un général d'armée et colonel du 4th Dragoon Guards, écuyer de Victoria, duchesse de Kent et valet de la chambre d'Albert de Saxe-Cobourg-Gotha. Son fils Talavera Vernon Anson (en) rejoint la Royal Navy et devient amiral.
- Charles Anson (1770-1827) Archidiacre de Carlisle.
- Sir William Anson, 1er baronnet (1772-1847), est un général de l'armée qui sert dans la Guerre d'indépendance espagnole et est créé baronnet en 1831.
- Sambrooke Anson (1778-1846) devient lieutenant-colonel à la tête du 1st Foot Guards tout au long de la campagne de la péninsule.
- Frederick Anson, DD (1779-1867), doyen de Chester. Il épouse Mary Anne Levett, fille du révérend Richard Levett de Milford Hall, en 1807. Père de George Edward Anson (en) et Frederick Anson.
- Mary Anson (décédée en 1837) épouse en 1785 Sir Francis Ford, baronnet, et est décédée en 1837.
- Anne Anson (morte en 1822) épouse en 1792 Bell Lloyd de Crogan, frère cadet d'Edward Lloyd (1er baron Mostyn), et est la mère de William HC Lloyd, archidiacre de Durban.